# Mẹ chồng tôi
Mẹ chồng tôi là một bộ phim truyền hình được thực hiện bởi Trung tâm Phim truyền hình Việt Nam, Đài Truyền hình Việt Nam do Khải Hưng làm đạo diễn. Phim được chuyển thể từ truyện ngắn cùng tên của nhà văn Nguyễn Minh Chính. Phim phát sóng lần đầu trong chương trình Văn nghệ Chủ Nhật vào ngày 4 tháng 9 năm 1994 và kết thúc ngày 11 tháng 9 cùng năm trên kênh VTV3.

## Bối cảnh
Ngày 14 tháng 8 năm 1994, Tổng giám đốc Đài Truyền hình Việt Nam Hồ Anh Dũng đã đề nghị với Khải Hưng về việc sản xuất và phát sóng các bộ phim có thời lượng 100 phút trên truyền hình mỗi Chủ Nhật hàng tuần. Khải Hưng ngay lập tức đồng ý với lời đề nghị này và đánh máy các ý tưởng ra thành bản thảo gửi lên Tổng giám đốc phê duyệt. Bản thảo nhanh chóng thông qua và Khải Hưng được đề nghị thực hiện dự án ngay lập tức. Ông Dũng sau đó đã đặt tên cho chương trình với tiêu đề Văn nghệ Chủ Nhật và Khải Hưng là người chịu trách nhiệm chính về mặt nội dung của chương trình.
Trước đó, Khải Hưng đã quay xong hai bộ phim là Mẹ chồng tôi và Người tình của cha (lúc này vẫn đang hoàn thiện khâu hậu kỳ), đều quay từ năm 1993. Mẹ chồng tôi đã được chọn làm tác phẩm để phát sóng đầu tiên trong chương trình.

## Nội dung
Lấy bối cảnh tại thời điểm diễn ra Chiến tranh Việt Nam, Mẹ chồng tôi kể về Thuận (Chiều Xuân) – một người vợ đang thì xuân sắc nhưng vừa tổ chức đám cưới xong thì chồng lên đường ra mặt trận, cô phải ở nhà sống cùng mẹ chồng là Bà Hoà (Thu An). Cả hai mẹ con đều sống yêu thương, chan hòa và san sẻ với nhau mọi điều trong cuộc sống. Vì có giọng hát hay nên Thuận được cử làm văn công cho đài phát thanh xã. Ở đây, Thuận đã gặp gỡ và nảy sinh tình cảm với Lực (Trần Lực) – người phụ trách đài phát thanh của xã. Trong một đêm mưa chỉ có hai người trong phòng, họ đã nảy sinh tình cảm với nhau, và sau đêm đó Lực hối hận bỏ đi công tác ở nơi khác, mấy năm sau thì hy sinh trong một trận bom của Mỹ. Thuận mang thai; biết chuyện con dâu ngoại tình và có bầu với người đàn ông không phải con trai mình, dù đau buồn nhưng Bà Hoà vẫn thông cảm và rộng lòng tha thứ cho con dâu...

## Diễn viên
- Thu An trong vai Bà Hòa[10]
- Chiều Xuân trong vai Thuận[11]
- Trần Lực trong vai Lực[12]

Cùng một số diễn viên khác....

## Ca khúc trong phim
Bài hát trong phim là ca khúc cùng tên do Vũ Thảo sáng tác và Mai Tuyết thể hiện.

## Sản xuất
Khải Hưng là người cầm trịch vai trò đạo diễn cho bộ phim. Bên cạnh việc soạn nhạc phim, nhạc sĩ Vũ Thảo cũng đảm nhận viết kịch bản phim dưới bút danh Quang Huy. Phần kịch bản dài 91 trang được chuyển thể từ truyện ngắn cùng tên của nhà văn Nguyễn Minh Chính, đăng tải trên báo Nhân Dân cuối tuần. Dù vậy, kịch bản này từng bị từ chối vì bị cho là động chạm đến nhiều vấn đề nhạy cảm; chính tay đạo diễn Khải Hưng đã phải đích thân đem kịch bản lên Ban Tư tưởng – Văn hóa Trung ương (nay là Ban Tuyên giáo Trung ương) để đề nghị phê duyệt và được chấp thuận. Ngay sau đó, ông nhanh chóng bắt tay vào thực hiện bộ phim. Quay phim cho tác phẩm là đạo diễn Bùi Huy Thuần.
Đạo diễn Khải Hưng đã gửi gắm vai nam chính cho diễn viên Trần Lực sau khi xem diễn xuất của anh trong phim Chuyện tình bên dòng sông. Anh phải mất 2 ngày để làm quen với bộ loa đài khi mới vào vai cán bộ phát thanh. Ban đầu, Khải Hưng nhắm vai người mẹ chồng cho một vài diễn viên, nhưng cuối cùng Thu An đã được chọn để diễn xuất vì hình ảnh "lam lũ" của bà chân thực đến mức "chỉ cần nhìn qua là người ta tin chị là bà mẹ nông thôn". Đây cũng là tác phẩm đầu tiên và duy nhất đánh dấu sự hợp tác giữa diễn viên Thu An và Khải Hưng. Chiều Xuân được tuyển vào vai chính bộ phim sau lời mời của đạo diễn vào tháng 5 năm 1993; khi đó bà đang chuẩn bị cho lần giỗ thứ ba của bố chồng là nhạc sĩ Đỗ Nhuận và cũng vừa ra mắt khán giả với vai diễn trong vở kịch Ni cô Đàm Vân tại Nhà hát Kịch Việt Nam. Lúc đầu, đạo diễn bày tỏ sự thất vọng bởi cho rằng bà quá hiện đại và không phù hợp với nhân vật, nhưng sau khi nhìn thấy nữ diễn viên trong bộ đồ hóa trang cô gái thôn quê, ông đi đến quyết định chọn Chiều Xuân vào vai diễn.
Quá trình ghi hình bộ phim diễn ra trong vòng một tháng, với bối cảnh chính là tại huyện Đông Anh, Hà Nội. Đoàn làm phim Mẹ chồng tôi lúc đó chỉ có 6 người, bao gồm đạo diễn, quay phim, họa sĩ, hóa trang kiêm chủ nhiệm, kỹ thuật và trợ lý đạo diễn. Kinh phí sản xuất hai tập phim tương đương với số tiền sản xuất cho một tập. Máy quay và vật tư kỹ thuật dùng cho việc sản xuất phim khi ấy còn thô sơ và lạc hậu. Trong đó, bàn trượt di chuyển máy quay do không có nên phải thay bằng cái cân khiêng lợn, do Khải Hưng cùng ba người khác trực tiếp khiêng quay phim di chuyển theo từng góc quay. Ở phân cảnh lia máy giữa hai phòng nam nữ chính, đạo diễn nghĩ ra cách dùng xe Honda 67 làm ray trượt máy quay với 4 người vác máy lên vai; lốp xe bị xì bớt hơi đi để giảm xóc khi quay. Để thực hiện cảnh quay có mưa trong phim, đoàn phim đã đi mượn nhà dân bốn bình tưới cây ozoa và cho hai người trèo lên trên mái nhà để tưới nước xuống giả mưa. Vì không có phương tiện đưa đón nên trong những ngày ghi hình cuối cùng, do tiền được chuẩn bị theo đoàn phim bắt đầu cạn kiệt, mọi người trong đoàn buộc phải ăn khoai và sắn thay cơm.

## Phát sóng
Phim phát sóng lần đầu trong chương trình Văn nghệ Chủ Nhật vào ngày 4 tháng 9 năm 1994. Lúc đầu, Mẹ chồng tôi chỉ là một tập có thời lượng dài, tuy nhiên để tuân theo định dạng của chương trình, Khải Hưng đã quyết định cắt bộ phim làm hai tập chiếu vào hai tuần khác nhau. Đây cũng được coi là bộ phim truyện truyền hình Việt Nam đầu tiên thuộc dòng phim chính luận.
Ngày 9 tháng 8 năm 2025, Mẹ chồng tôi một lần nữa quay trở lại trên kênh VTV3 thông qua chương trình Cine 7 – Ký ức phim Việt. Hai diễn viên chính Chiều Xuân và Trần Lực cùng đạo diễn Khải Hưng đã có cuộc hội ngộ 30 năm sau khi phim trình chiếu. Tuy nhiên chỉ tập đầu của phim được chiếu trong chương trình; tập 2 đăng tải đầy đủ trên nền tảng truyền hình số quốc gia VTV Go.

## Đón nhận và di sản
Sau khi phát sóng, Mẹ chồng tôi đã gây tiếng vang lớn và có được sự đón nhận tích cực từ công chúng, cũng như trở thành tác phẩm kinh điển của phim truyền hình Việt Nam. Thậm chí sau nhiều năm phát sóng, bộ phim vẫn có nhiều người tìm xem và nhớ đến. Sự thành công của Mẹ chồng tôi được cho là do tác phẩm có nội dung, thể loại khác hoàn toàn với các cuốn phim thuộc dòng phim mì ăn liền khi đó, vốn sau những năm đầu thập niên 90 đã dần mất đi vị trí của mình. Các ý kiến cũng đánh giá Mẹ chồng tôi là điểm xuất phát trào lưu làm phim truyền hình của nhiều nhà làm phim lúc bấy giờ.
Vai diễn trong phim đã giúp Chiều Xuân liên tiếp nhận được những lời mời tham gia phim điện ảnh sau đó. Đây cũng là vai diễn nổi tiếng nhất của bà. Tác phẩm còn mở rộng tên tuổi đạo diễn Khải Hưng đến với nhiều người hơn: năm 2007, bộ phim cùng hai tác phẩm khác là Lời nguyền của dòng sông và Không còn gì để nói đã đem về cho ông Giải thưởng Nhà nước đợt II về Văn học Nghệ thuật. Trong một cuộc phỏng vấn với báo VietNamNet vào năm 2011, ông ghi nhận Thu An khi góp phần lớn vào sự thành công cho phim, cũng như vai trò của bộ phim khi giúp chương trình Văn nghệ Chủ Nhật tiếp tục duy trì sản xuất và phát sóng suốt một thời gian dài. Hình ảnh bà mẹ chồng trong phim gắn liền với tên tuổi của diễn viên Thu An tới tận khi bà qua đời và là một trong những nhân vật nhân văn được yêu thích nhất màn ảnh.

## Giải thưởng
| Năm  | Phim                                   | Hạng mục          | Đề cử        | Kết quả | Tham khảo |
| ---- | -------------------------------------- | ----------------- | ------------ | ------- | --------- |
| 1995 | Giải thưởng Hội Điện ảnh Việt Nam 1994 | Phim truyện video | Mẹ chồng tôi | Giải B  | [ 28 ]    |